# Battaglia di Cembra
La battaglia di Cembra fu una serie di scontri combattuti il 2 e 3 novembre 1796 in Val di Cembra, nell'ambito della campagna d'Italia. Gli scontri si conclusero con la sconfitta dei francesi, che furono costretti ad una momentanea ritirata. 

## Contesto storico
La campagna militare francese proseguiva sotto le più rosee aspettative: accumulando vittorie su vittorie, i francesi di Napoleone Bonaparte si erano addentrati nel cuore della pianura Padana, scacciando momentaneamente gli austriaci e prendendo d'assedio la fortezza di Mantova, l'ultimo baluardo austriaco.
Temendo di esser cacciato fuori dall'Italia, l'Impero inviò rinforzi in Trentino al comando del feldmaresciallo Dagobert von Wurmser, per sferrare un'offensiva contro l'Armata d'Italia e rompere l'assedio alla fortezza di Mantova. Tuttavia nei mesi di luglio ed agosto le sue forze furono ripetutamente sconfitte: von Wurmser riuscì a stento a raggiungere la città, riuscendo solo momentaneamente a fermare l'assedio ed essere presto ricostretto a tornare indietro. Dopo essersi rifugiato in Tirolo, tentò di raggiungere Mantova nuovamente: dopo una nuova serie di continue sconfitte tra le valli del Veneto e del Trentino, la raggiunse nuovamente.
Scontratosi con i francesi, che lo avevano inseguito per centinaia di chilometri, venne sconfitto e costretto ad asserragliarsi tra le mura di Mantova, ora con una guarnigione quasi triplicata rispetto ai pochi mesi precedenti. L'assedio francese riprese.

## Antefatti
Con Wurmser intrappolato a Mantova e gli austriaci che dovevano appena raggruppare un esercito, i francesi non avevano più opposizione, almeno per il momento. Avanzarono verso nord occupando la maggior parte del principato di Trento. Una divisione francese al comando del Generale Claude de Vaubois fu quindi lasciata a Lavis, allo sbocco della Val di Cembra, per proteggere il Nord Italia da eventuali attacchi asburgici, tuttavia Napoleone aveva notevolmente sottostimato le forze da mettere in campo.
Napoleone, secondo i nuovi ordini del Direttorio, invase l'Emilia Romagna e ne riorganizzò i territori. Questi, uniti alla Lombardia, andarono a formare la Repubblica Cispadana. Oltre a ciò, il generale provò a scrivere delle lettere sia a Wurmser sia all'imperatore, sperando di ottenere un armistizio, ovviamente favorevole alla Francia. In entrambi i casi non ottenne risposta.
Il 2 ottobre 1796 fu deciso di inviare nuove truppe in Italia al comando del feldmaresciallo Joseph Alvinczy von Berberek: il grosso delle forze imperiali rimase al comando di Alvinczy e si diresse verso Bassano, mentre una colonna secondaria fu posta al comando del generale Paul Davidovich, forte di 18 000 effettivi (compresi svariati Schützen), con l'ordine di puntare su Trento, per poi riunirsi col grosso delle forze a Verona. Le colonne riunite dovevano poi proseguire per Mantova per rompere l'assedio.

## La battaglia

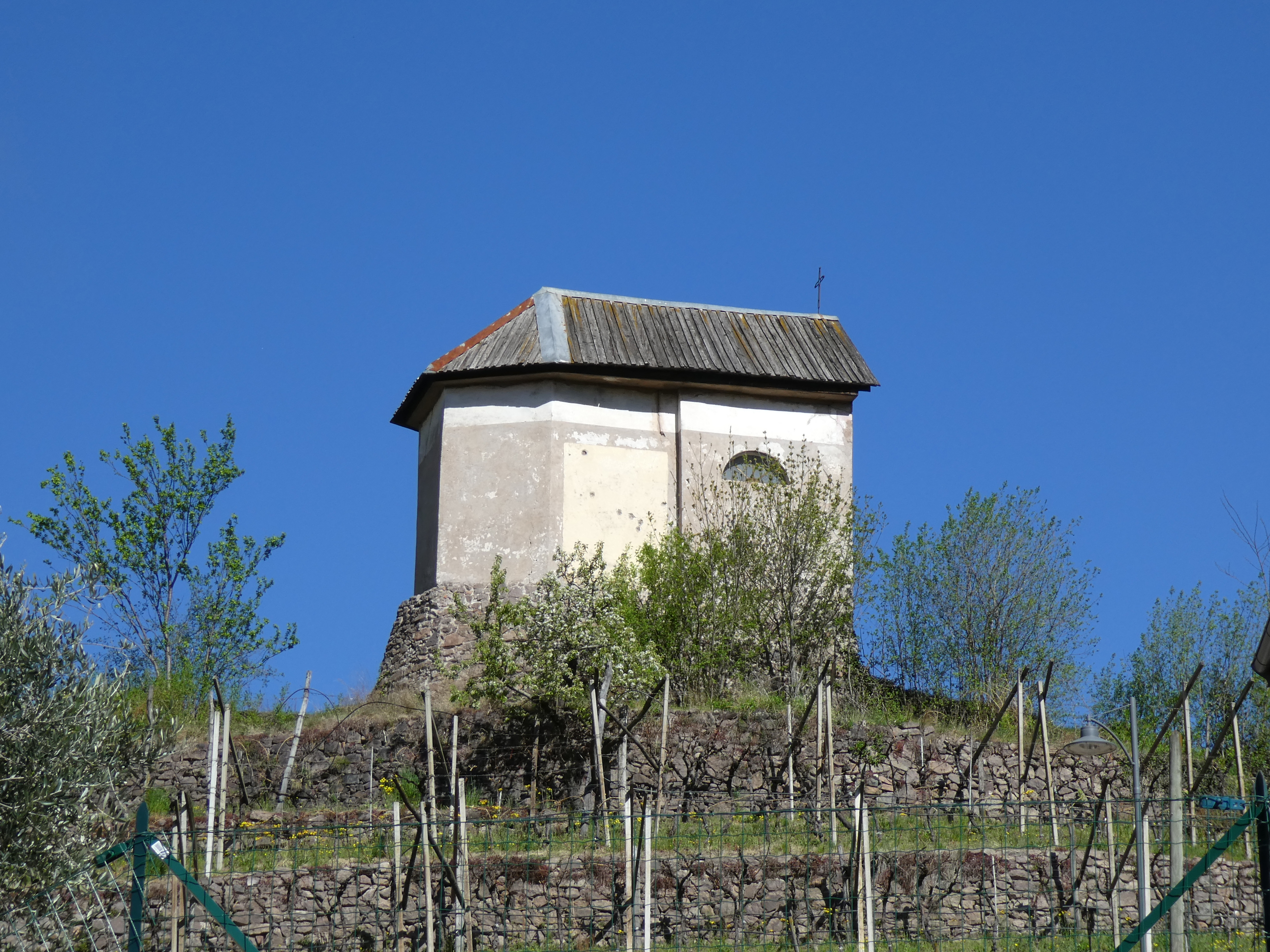
Piazzo (Segonzano), cappella di Sant'Antonio; nel riquadro più chiaro del muro si possono notare i segni lasciati dai proiettili sparati dall'esercito francese, ancora presenti

Napoleone vedeva con preoccupazione la posizione dell'esercito al comando di Davidovich. Riflettendo sulla questione, giunse alla conclusione che respingerlo fosse l'alternativa migliore: l'offensiva di Vaubois lo avrebbe trattenuto nella valle dell'Avisio, impedendogli di ricongiungersi con Alvinczy dopo aver marciato sulla valle del Brenta, nella migliore delle ipotesi.
Il 2 novembre la divisione di de Vaubois, composta da 10 500 unità, attaccò a Cembra la divisione di Davidovich, forte, nel complesso, di 19 000 unità combattenti.
Vaubois attaccò gli avamposti austriaci su due colonne.  A San Michele all'Adige, sotto il generale Guyeux, i francesi sembrano aver avuto il vantaggio, ma la resistenza austriaca era molto ostinata: avevano scavato numerose trincee ed erano riusciti a respingere tre tentativi consecutivi di assalto da parte dei francesi. Con un ultimo sforzo, i francesi riuscirono ad entrare in paese.
A Segonzano, sotto Fiorella e Vaubois, le operazioni avevano una piega diversa contro Vukassovich. Sebbene Fiorella fosse riuscito ad espugnare ed occupare il castello di Segonzano, la sua scarsa conoscenza del luogo lo sfavorì quando un gruppo di austriaci, sceso da Bedole, lo attaccò sul fianco destro con tale forza da costringerlo ad abbandonare la posizione e ad indietreggiare in favore di Trento.
Il 3 novembre, Davidovich giunse nella valle da Egna con il grosso delle sue forze. Non potendo più competere con dei nemici che avevano quasi il doppio delle sue forze, Vaubois decise di ritirarsi a sud, in direzione di Trento.

## Conseguenze
La sconfitta di Vaubois non fu solo dannosa, ma anche controproducente: se l'obiettivo di Napoleone era rallentare l'offensiva di Alvinczy, lo scontro di Cembra la aveva addirittura accelerata.
De Vaubois riuscì ad infliggere 1 100 morti ai suoi nemici, al costo di soli 650 francesi, ciononostante decise di arretrare verso sud. Davidovich avanzò solo il giorno dopo, al che i francesi si ritirarono verso Trento, per poi subire un'altra sconfitta nella battaglia di Calliano.